# 文玩
文玩是一種消閒娛樂的物品，在中國大陸十分多人盤玩， 例如有橄欖核、金剛菩提、白玉菩提、文玩核桃、文玩桃核、葫蘆、竹等，這些經過多年的盤玩後、將會有收藏價值、越久價值越高。